# Эль-Каим
Эль-Каим (араб. لقائم‎) — город в Ираке, расположенный почти в 400 км северо-западнее Багдада вблизи сирийской границы вдоль реки Евфрат, в провинции Анбар. Он насчитывает около 250000 жителей и является административным центром округа Эль-Каим.
Округ Эль-Каим включает в себя районы Хусайбах, Румана, Аль-Карабила и Аль-Убайди.
Район Эль-Каим имеет одни из самых богатых почв на Ближнем Востоке. Помимо этого, речная вода на этом участке имеет меньше соли и, что важно, минеральных веществ, так что он имеет значительно меньше водных ресурсов для производства сельскохозяйственных культур в данном районе, чем дальше вниз по течению, где должно проводиться искусственное уменьшение засоления воды.

## Иракская война
По состоянию на 2006 год Эль-Каим, как и многие другие города в провинции Анбар, по-прежнему находился в повстанческом положении. Основной хозяйственной деятельностью Каима является контрабанда. Ущерб от предыдущих боев вызвал спад местной экономики.